# Combat de Loiré
Chouannerie
Batailles
- 1er Vannes
- Fouesnant
- Scrignac
- Lannion
- Pontrieux
- Bourgneuf-la-Forêt
- Plumelec
- Savenay
- Loiré
- Ancenis
- 2e Vannes
- Pluméliau
- Pontivy
- 1er La Roche-Bernard
- 1er Rochefort-en-Terre
- Pacé
- Guérande
- Fleurigné
- Fougères
- Vitré
- Mané-Corohan
- Plabennec
- Saint-Pol-de-Léon
- Kerguidu
- Lamballe
- Saint-Perreux
- 2e Rochefort-en-Terre
- 2e La Roche-Bernard

Le combat de Loiré se déroula à la suite d'une révolte paysanne contre la levée en masse lors de la pré-Chouannerie.

## Le combat
Le 12 mars 1793, les insurgés opposés au tirage au sort de la levée en masse et armés de fusils, de piques et de bâtons, se dirigent vers le bourg de Combrée où ils s'emparent de seize fusils, deux sabres et une douzaine de pistolets. Ils désarment les habitants patriotes et se dirigent vers Le Tremblay où ils passent la nuit. Le 13 mars, les révoltés entrent à Loiré où ils décident de se diriger vers Ancenis où se trouve d'autres insurgés. Alors qu'ils quittent le bourg, ils sont surpris par une troupe de 200 gardes nationaux. François Poilièvre, chef des révoltés, est grièvement blessé et capturé. La fusillade fait sept morts et deux blessés graves chez les insurgés contre trois ou quatre blessés républicains. Vingt-sept insurgés sont capturés, mais François Poilièvre et un autre décèdent de leurs blessures. Le 1er avril, les 25 prisonniers sont jugés par une commission militaire à Angers: trois sont graciés dont deux âgés de 17 ans, les vingt-deux autres sont condamnés à être guillotinés le lendemain. Sur les vingt-deux guillotinés, quinze sont originaires de Combrée, quatre du Tremblay et trois de Bourg-d'Iré.